# Văgiulești
Văgiuleşti é uma comuna romena localizada no distrito de Gorj, na região de Oltênia. A comuna possui uma área de 48.01 km² e sua população era de 2947 habitantes segundo o censo de 2007.